# Dragon 32

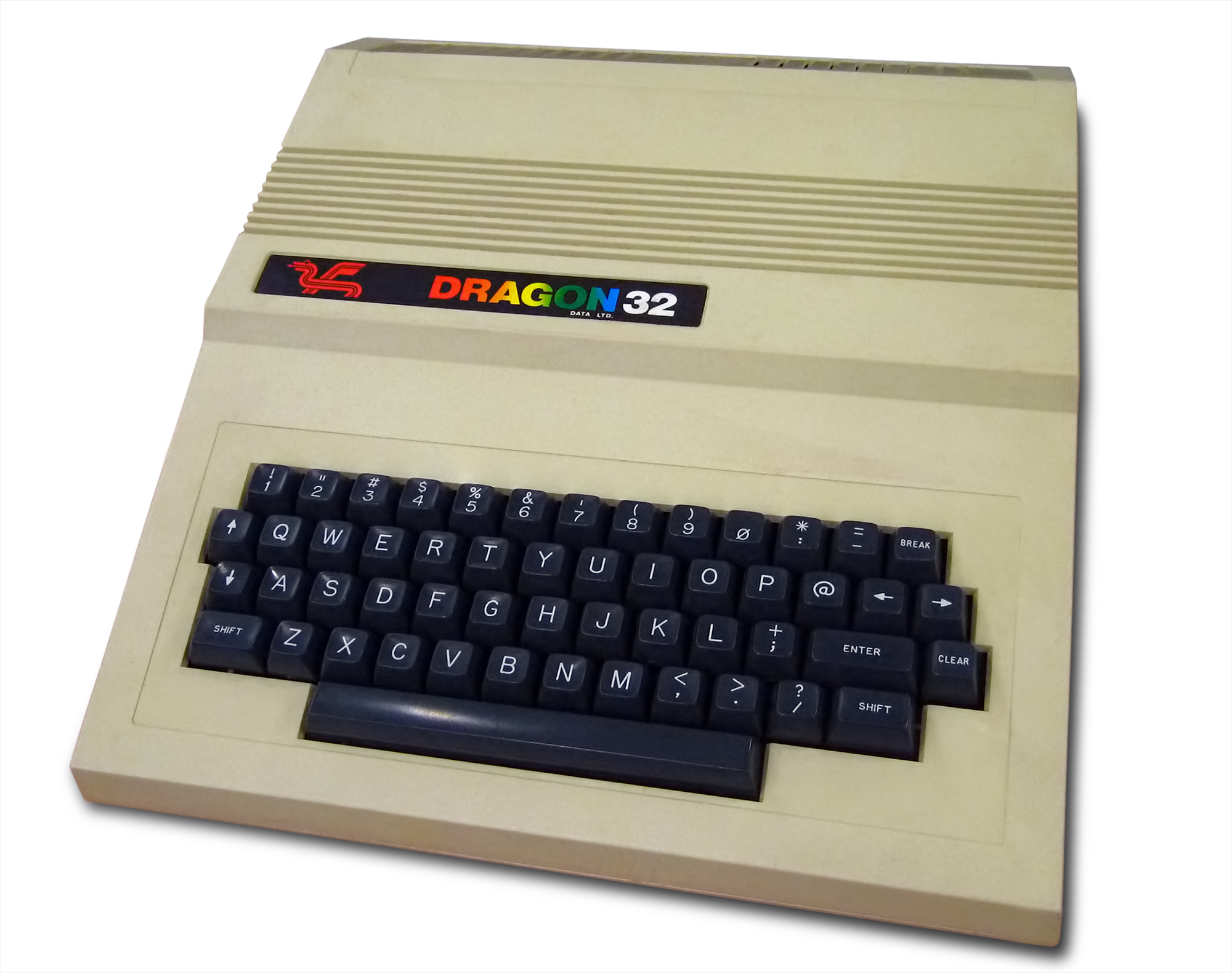
Dragon 32

Dragon 32 je osmibitový počítač založený na procesoru Motorola 6809 vyráběný britskou společností Dragon Data Ltd v 80. letech 20. století. Existuje několik verzí počítače, které se ale liší pouze interně. Klávesnice počítače má 53 kláves, počítače vybavené klávesou s písmenem ñ mají 54 kláves. Počítač je kompatibilní s počítačem TRS-80 Coco.
Pro uživatele počítače existuje archiv programů Dragon 32 Universe.

## Technické informace
- procesor: Motorola 6809,
- paměť ROM: 16 KiB,
- paměť RAM: 32 KiB,
- zvuk: 6bitový D/A převodník ovládaný přímo procesorem.[2]

## Grafické režimy
- 256 x 192, 2 barvy
- 192 x 128, 4 barvy
- 192 x 128, 2 barvy
- 128 x 96, 4 barvy
- 128 x 96, 2 barvy
- 64 x 32, 9 barev, textové rozlišení 32 x 16